# Armstrong Siddeley Leopard
Der Armstrong Siddeley Leopard ist ein Flugmotor, den der britische Hersteller Armstrong Siddeley ab 1927 baute. Der zweireihige 14-Zylinder-Sternmotor hat einen Hubraum von 48.670 cm³. Bei seiner Einführung war er der stärkste Sternmotor der Welt für die Luftfahrt.

## Varianten
Leopard I
700 bhp (522 kW), Vierventil-Zylinderkopf, Kompressor mit mittlerem Druck, Direktantrieb.
Leopard II
700 bhp (522 kW), wie Leopard I, aber mit Reduktionsgetriebe.
Leopard III
800 bhp (597 kW), Zweiventil-Zylinderkopf, Direktantrieb.
Leopard IIIA
800 bhp (597 kW), wie Leopard III, aber mit Reduktionsgetriebe.

## Flugzeuge mit Armstrong Siddeley Leopard
- Blackburn Iris
- Junkers Ju 52/1m
- Hawker Dantorp
- Hawker Horsley
- Heinkel HD 16

## Daten (Leopard I)

### Allgemein
- Zweireihiger 14-Zylinder-Sternmotor, luftgekühlt, mit Kompressor
- Bohrung: 152,4 mm
- Hub: 190,5 mm
- Hubraum: 48.670 cm³
- Länge: 1546 mm
- Durchmesser: 1473 mm
- Gewicht: 665 kg

### Komponenten
- Ventiltrieb: Vier obengesteuerte Ventile pro Zylinder
- Kompressor: mittlerer Druck
- Gemischaufbereitung: Vergaser
- Brennstoff: Benzin
- Kühlung: Luft
- Reduktionsgetriebe: nein

### Leistung
- Leistung: 700 bhp (522 kW) bei 1650/min. in 0 m Höhe
- Literleistung: 10,73 kW/l
- Kompression: 5:1
- Benzinverbrauch: 169 l/h bei Reisegeschwindigkeit
- Leistungsgewicht: 1,274 kg/kW[2]